# Archidendron

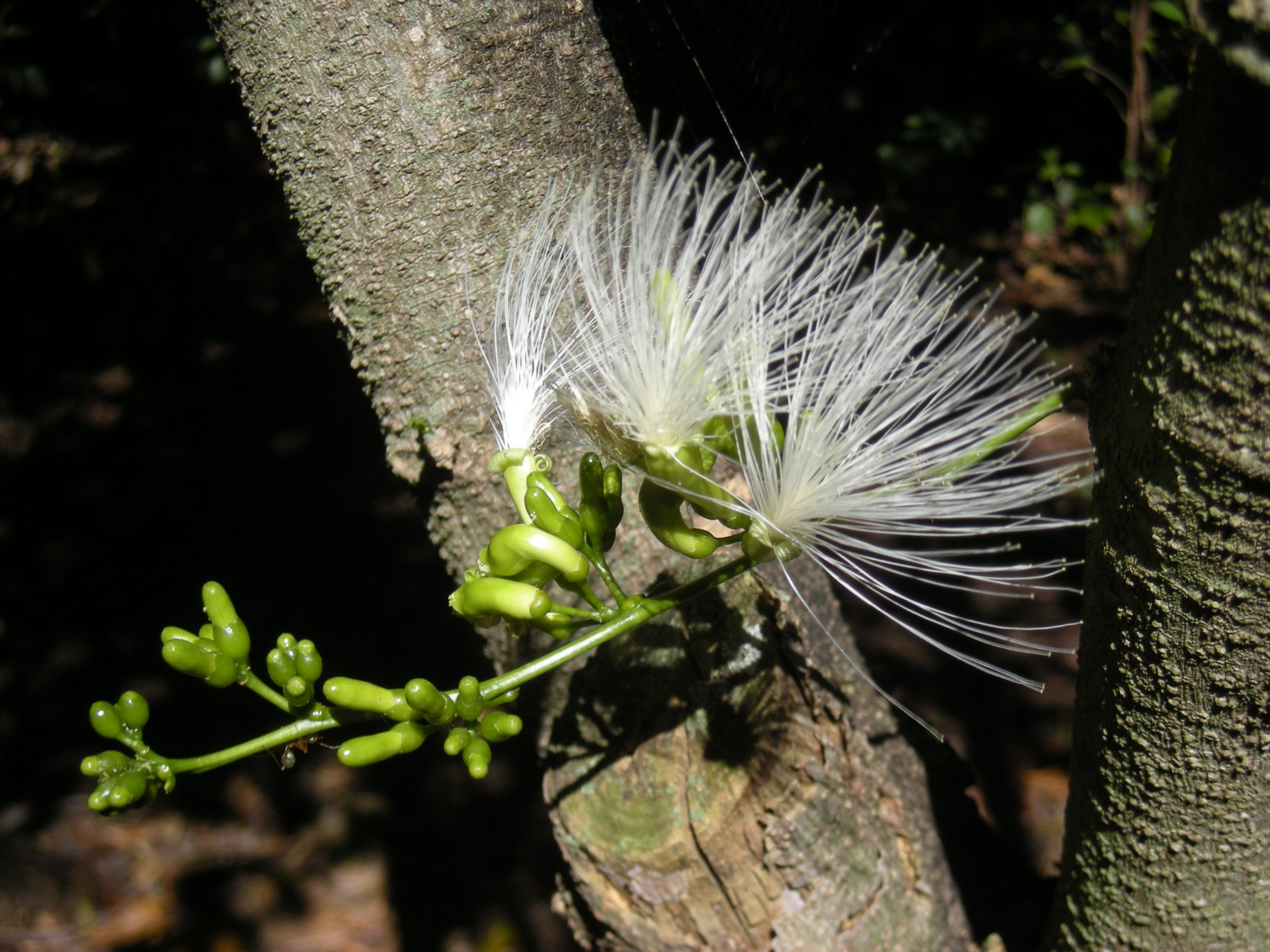
Květenství Archidendron lucyi

Archidendron je rod rostlin z čeledi bobovité (Fabaceae). Jsou to keře a stromy s dvakrát zpeřenými listy a kulovitými květenstvími s množstvím bílých tyčinek. Rod je v rámci bobovitých výjimečný větším počtem pestíků v květu. Je rozšířen v počtu asi 100 druhů v tropické Asii, východní Austrálii a Tichomoří. Některé druhy poskytují třísloviny, barviva či škrob nebo mají jedlá semena, která slouží a ochucení pokrmů.

## Popis
Zástupci rodu Archidendron jsou beztrnné keře nebo stromy dorůstající výšky až 30 metrů. Listy jsou dvakrát zpeřené, složené z několika párů postranních vřeten, nesoucích 2 až 7 párů lístků. Lístky jsou spíše velké, vstřícné, s okrouhlou bází. Střední vřeteno listu často přesahuje poslední pár lístků. Na řapíku a hlavním i postranních vřetenech listu jsou žlázky. Palisty jsou drobné a opadavé. Květy jsou bílé, s dlouhými bílými tyčinkami, uspořádané nejčastěji v kulovitých hlávkách skládajících laty. Květenství jsou vrcholová, úžlabní nebo vyrůstají na kmenech a starších větvích. Kalich je zvonkovitý nebo trubkovitý, zakončený 5 zuby. Koruna je složena z 5 lístků, které jsou na bázi srostlé v korunní trubku. Tyčinek je mnoho, dlouze vyčnívají z květů a na bázi jsou srostlé v trubičku zpravidla kratší než je korunní trubka. Semeník je přisedlý nebo stopkatý, s mnoha vajíčky a nitkovitou čnělkou zakončenou vrcholovou bliznou. U některých druhů může být semeníků několik (apokarpní gyneceum), což je v rámci čeledi bobovité velmi řídký jev. Plody jsou rovné, silně zakřivené až spirálovitě stočené, ploché až válcovité. Semena jsou černá nebo modrá, bez míšku.

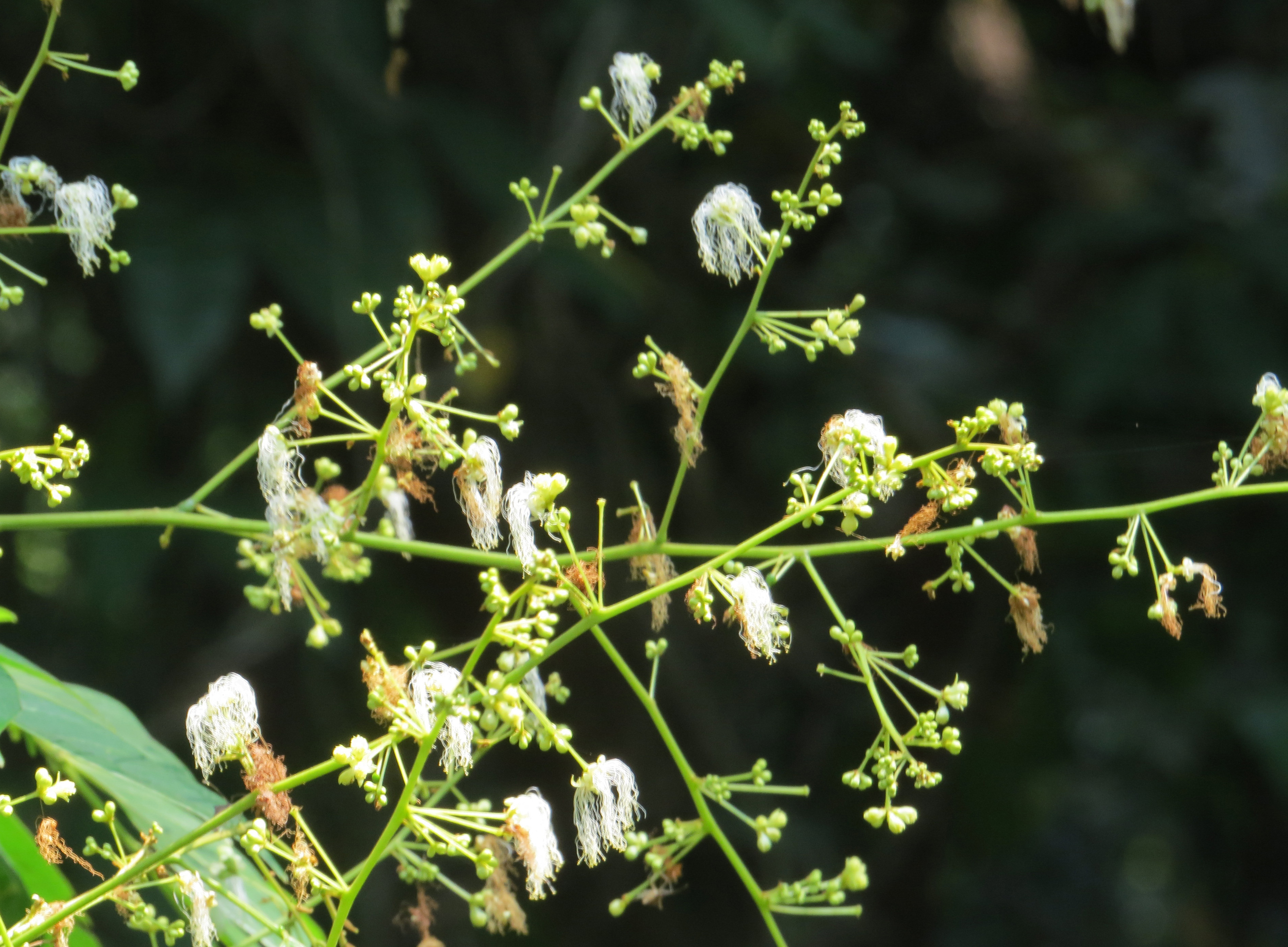
Květenství A. bigeminum
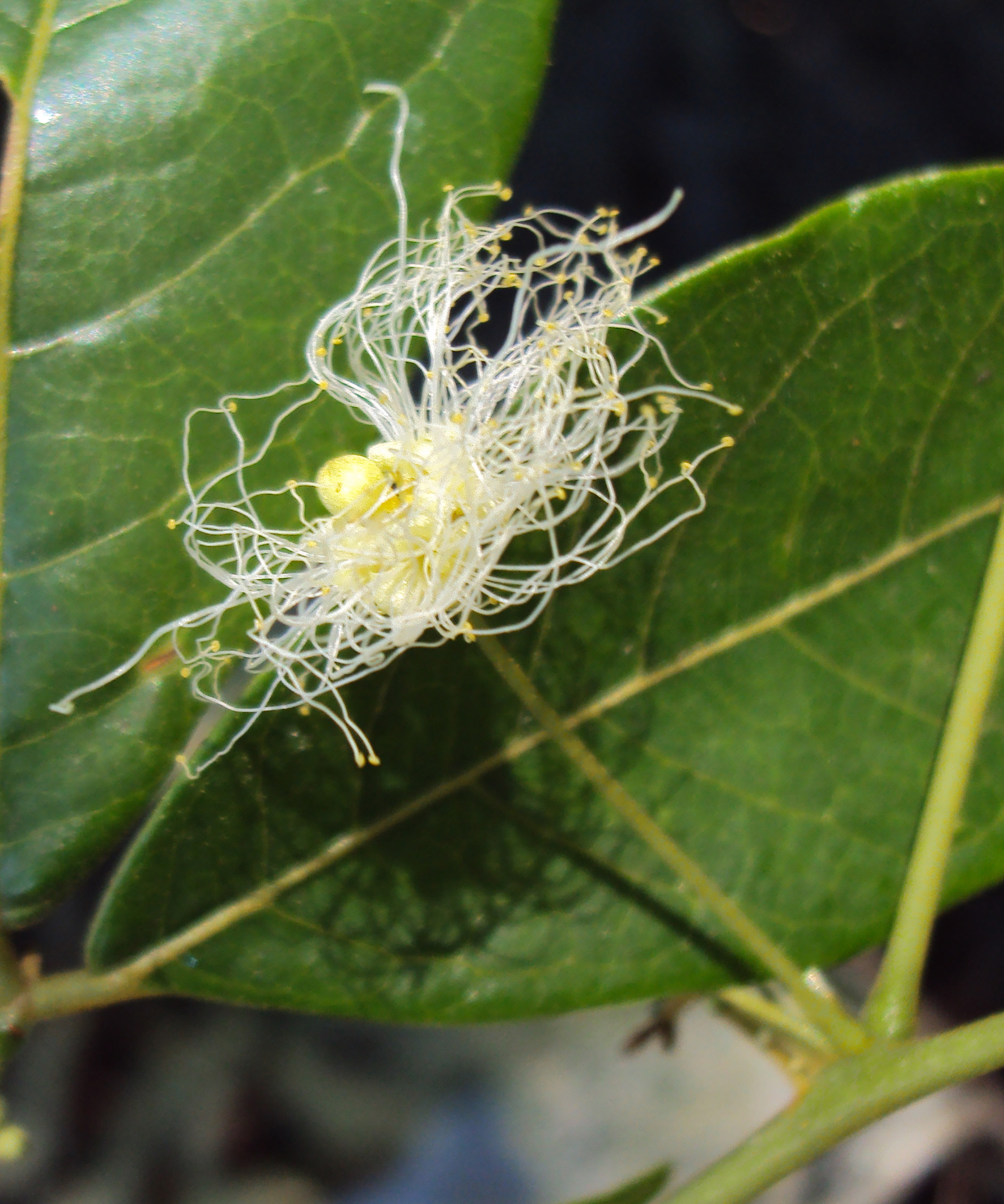
Detail květu A. bigeminum
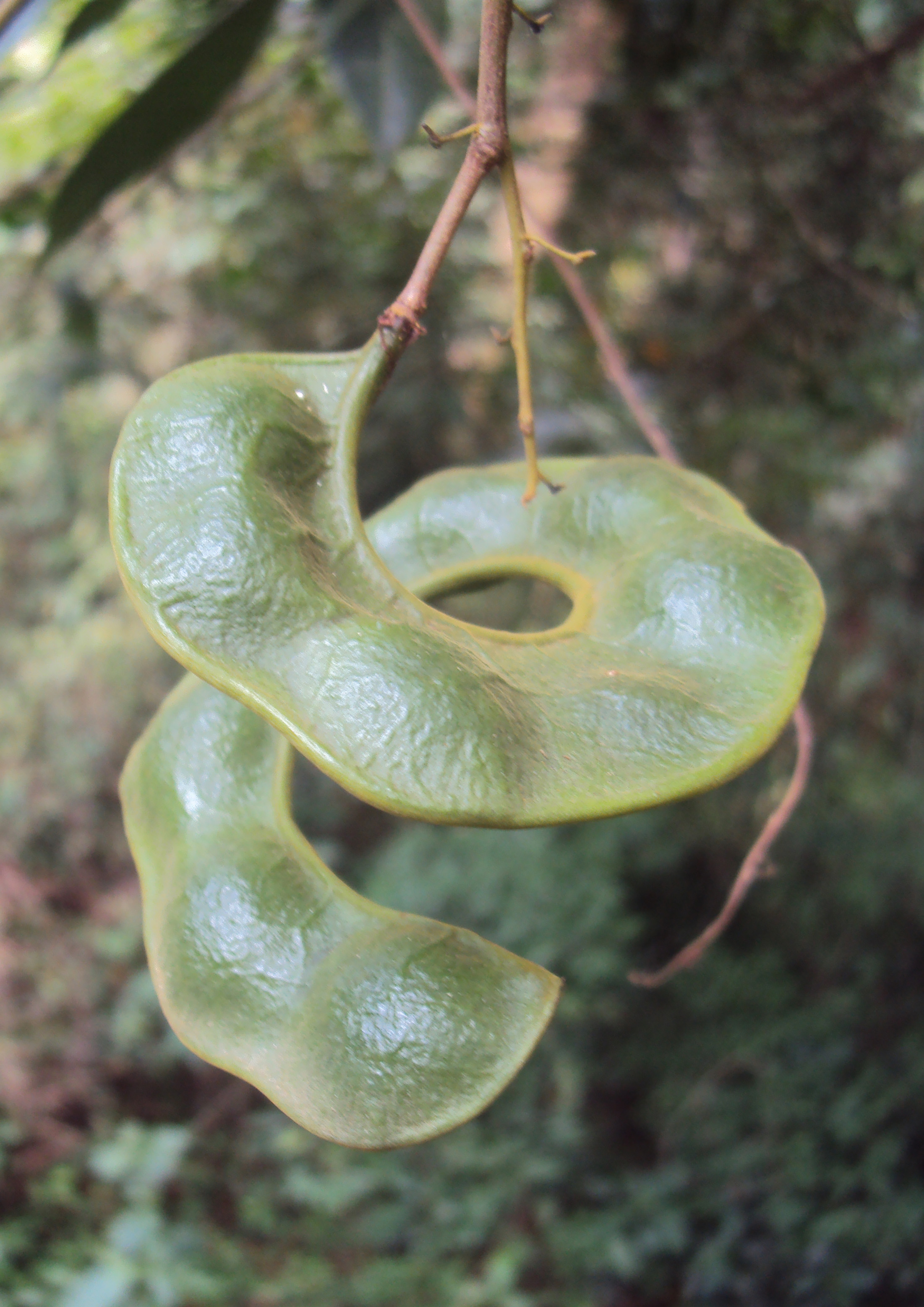
Lusk A. monadelphum

## Rozšíření
Rod Archidendron zahrnuje asi 100 druhů. Je rozšířen v tropické Asii a Austrálii. Areál sahá od Číny, jižní Indie a Srí Lanky přes Indočínu, Jihovýchodní Asii, Novou Guineu a východní Austrálii po Šalomounovy ostrovy a Mikronésii. Centrum rozšíření je v Jihovýchodní Asii, kde roste 62 druhů. Rostou zejména v sezónně suchých lesích a v nížinných deštných pralesích, zvláště při lesních okrajích, na starých pasekách a ve starším sekundárním lese. Většina druhů je vázána na písčité nebo lateritické půdy, pouze malý počet roste na bahnitých půdách. Zřídka vystupují i do vyšších nadmořských výšek (v Jihovýchodní Asii až do 1800 metrů).

## Ekologické interakce
Semena jsou pravděpodobně šířena ptáky.

## Taxonomie
Rod Archidendron má některé znaky považované za primitivní, které mu daly i jméno. Patří mezi ně zejména apokarpní gyneceum složené z několika pestíků, které bylo některými botaniky interpretováno jako dávný pozůstatek po vývojové větvi k čeledi růžovité (Rosaceae). Poznatky molekulární systematiky tuto tezi nepotvrzují, neboť tribus Ingeae náleží v současné taxonomii bobovitých mezi nejodvozenější skupiny.

## Obsahové látky
Druh Archidendron vaillantii obsahuje saponiny a je jedovatý.

## Význam
Kůra druhu Archidendron clypearia z tropické Asie je důležitým zdrojem tříslovin. Semena A. eberhardtii jsou bohatá na škrob. Semena některých druhů, zejména A. bulbalinum, A. jiringa a A. globosum, jsou jedlá a v jihovýchodní Asii často nabízena na tržištích. Slouží k ochucení tradičních pokrmů. Syrová semena jsou jedovatá. Lusky A. jiringa se používají k barvení hedvábí na purpurovo, listy a kůra poskytují černé barvivo. Listy A. clypearia slouží k barvení ratanu. Kořeny A. ellipticum se v jihovýchodní Asii používají k tradičnímu lovu ryb (barbasko), rozdrcené listy slouží proti vším. Některé druhy jsou těženy pro dřevo lokálního významu.
Některé druhy mají význam v tradiční medicíně. Rozmělněné výhonky A. triplinervium byly v minulosti používány k léčení malárie.
Druh Archidendron lucyi, pocházející z Austrálie a Nové Guiney, je v tropech řídce pěstován jako okrasný strom.

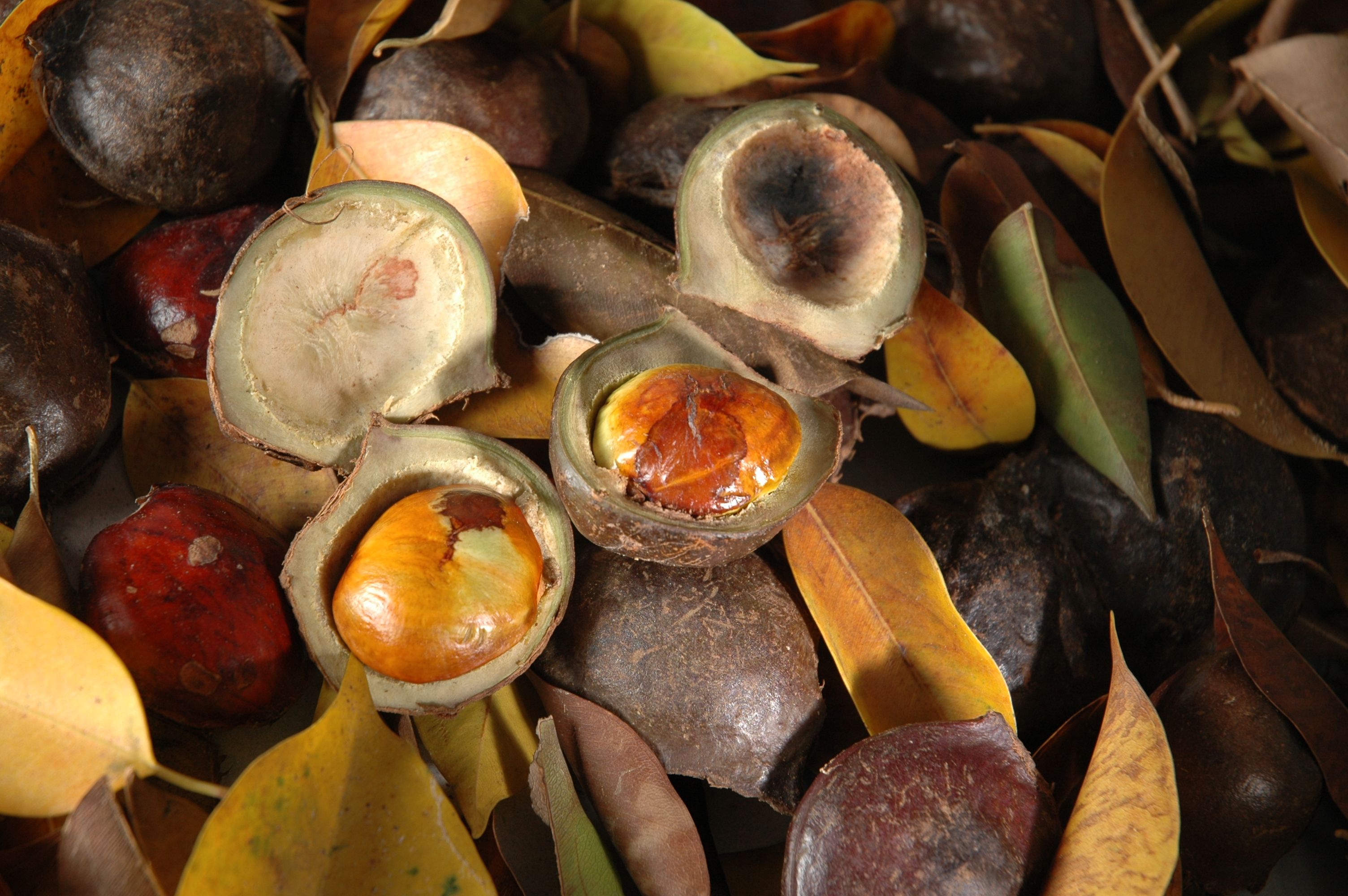
Jedlá semena A. jiringa
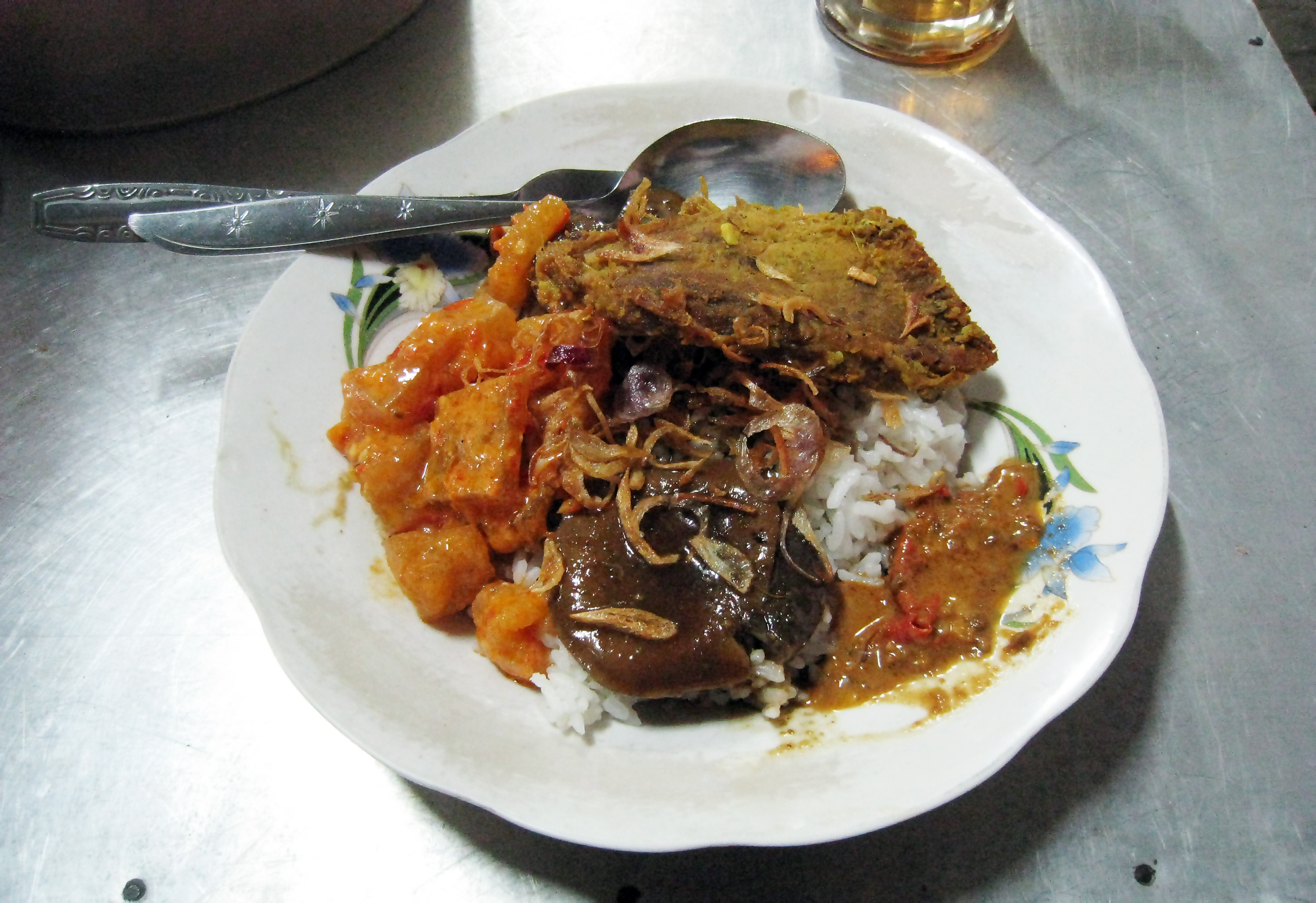
Indonéský pokrm se semeny A. pauciflorum